# Mannsschild-Steinbrech
Der Mannsschild-Steinbrech (Saxifraga androsacea) ist eine Pflanzenart aus der Gattung Steinbrech (Saxifraga) in der Familie der Steinbrechgewächse (Saxifragaceae).

## Beschreibung

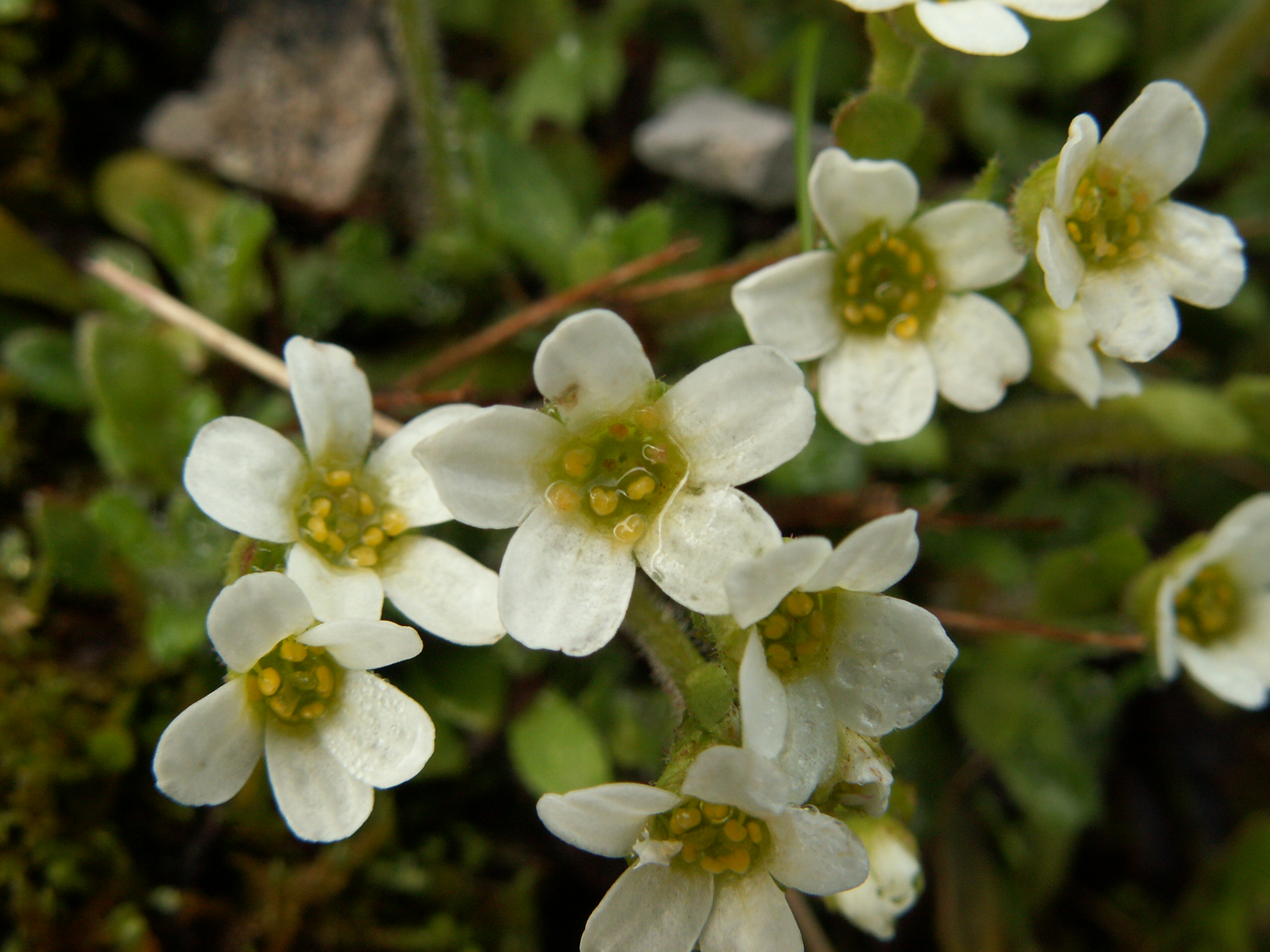
Mannsschild-Steinbrech (Saxifraga androsacea)

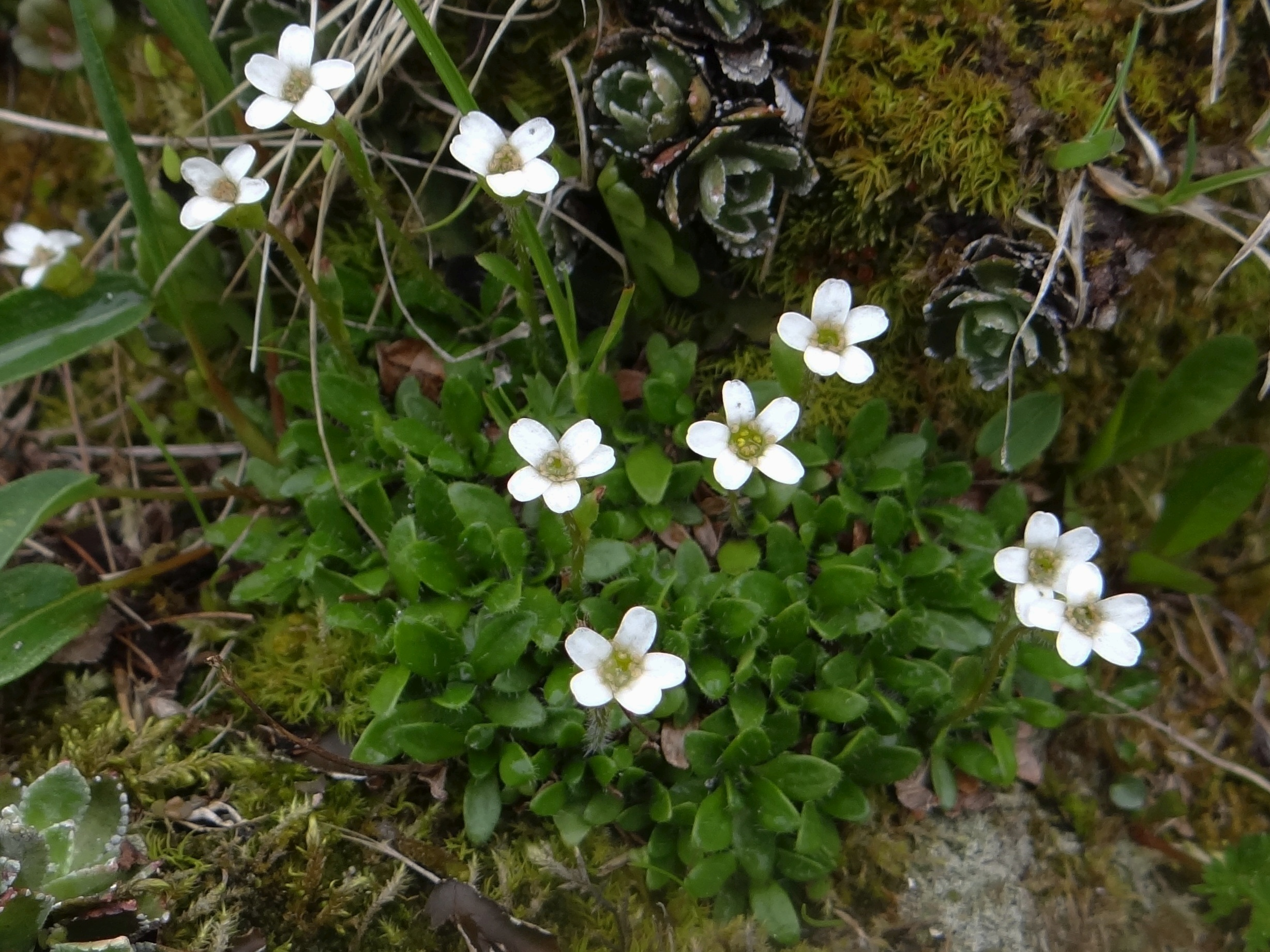
Habitus

### Vegetative Merkmale
Der Mannsschild-Steinbrech ist eine ausdauernde Pflanze, die Wuchshöhen von 1 bis 4 (selten bis 13) Zentimeter erreicht. Er wächst einzeln oder in kleinen Gruppen. Es sind nichtblühende Triebe vorhanden. Die Blätter sind fast alle am Grund, rosettenartig gedrängt, lanzettlich bis spatelförmig und messen 5 bis 25 × 2 bis 5 Millimeter. Sie sind meist ganzrandig, nur selten finden sich an der Spitze 1 bis 3 kurze Zähne, der Blattrand ist abstehend drüsenhaarig. Der ebenfalls drüsenhaarige Stängel ist aufrecht und weist 0 bis 3 wechselständige Blätter und 1 bis 3 Blüten auf.

### Generative Merkmale
Die Blüten sind kurz oder lang gestielt, einzeln oder selten zu 3 bis 5 in einem Ebenstrauß. Die Kronblätter sind weiß, verkehrt-eiförmig, abgerundet bis ausgerandet, dreinervig und 5 bis 7 Millimeter lang. Die Kelchblätter sind 1,4 bis 2 Millimeter lang, schmaler und eiförmig. Die Staubblätter sind etwa so lang wie die Kelchzipfel. Der Fruchtknoten ist unterständig. Die Fruchtkapsel ist verkehrt eiförmig, 4 bis 5 Millimeter lang. Die Kelchzipfel an der Kapsel sind aufrecht und die Stylodien spreizen sich. Die Samen sind eiförmig, 0,6 Millimeter lang, bespitzt, fast glatt und schwarzbraun. Blütezeit ist von Mai bis August.
Die Art hat die Chromosomenzahlen 2n = 16 oder 66, 88, 124, 150, 198 oder ca. 220.

## Vorkommen
Der Mannsschild-Steinbrech kommt in den Alpen, Pyrenäen, Karpaten, auf dem Balkan und in ostasiatischen Gebirgen, in subalpinen bis alpinen Schneetälchen und auf feuchtem Kalkschutt in Höhenlagen von 1400 bis 3400 Meter vor. In den Allgäuer Alpen steigt er am Bockkarkopf in Bayern bis zu 2600 m Meereshöhe auf. Er hat Vorkommen in Europa in Spanien, Frankreich, Deutschland, in der Schweiz, in Österreich, Italien, Slowenien, Kroatien, Bosnien-Herzegowina, Montenegro, Albanien, Nordmazedonien, Griechenland, Bulgarien, Rumänien, Polen, in der Slowakei und der Ukraine.
Die ökologischen Zeigerwerte nach Landolt & al. 2010 sind in der Schweiz: Feuchtezahl F = 3+ (feucht), Lichtzahl L = 4 (hell), Reaktionszahl R = 4 (neutral bis basisch), Temperaturzahl T = 1 (alpin und nival), Nährstoffzahl N = 2 (nährstoffarm), Kontinentalitätszahl K = 2 (subozeanisch).
Die Art ist in den Alpen häufig und ist hier eine Verbands-Charakterart des Arabidion caeruleae. Die Art ist in Deutschland durch die BArtSchV besonders geschützt.

## Ökologie
Die Blüten sondern reichlich Nektar ab und werden regelmäßig von Fliegen beflogen. Am Gipfel des Piz Umbrail wurde in 3010 Meter Meereshöhe Eristalis tenax beim Blütenbesuch beobachtet.
Der Mannsschild-Steinbrech wird von den Pilzen Synchytrium saxifragae und Puccinia saxifragae befallen.